# Archibald Campbell (IX conde de Argyll)

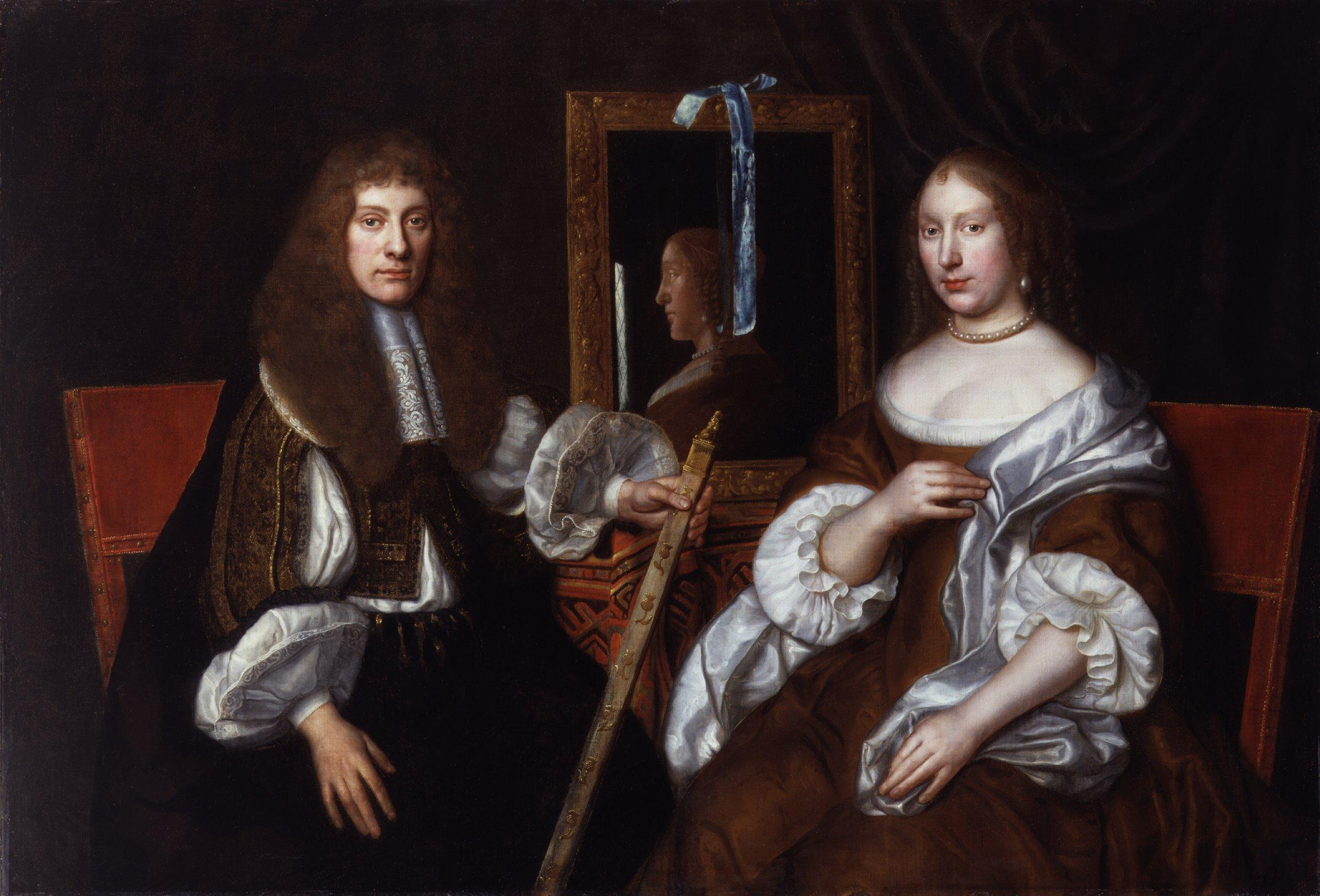
Retrato de Archibald Campbell con su esposa, 1660s.

Archibald Campbell, 9.º conde de Argyll (c. 1629–1685) fue conde [cita requerida]a partir de 1663 tras la restauración del título, dos años después de que su padre, Marqués de Argyll, fuera ejecutado por traición. Aunque compartió poco las convicciones políticas de su padre, mostrando poco entusiasmo por los Covenants, él también sería ejecutado por traición, después de dirigir una frustrada rebelión en las Highland contra Jacobo VII en 1685.
| Predecesor: Archibald Campbell | Conde de Argyll 1663–1685 | Sucesor: Archibald Campbell |

- Datos: Q2557180
- Multimedia: Archibald Campbell, 9th Earl of Argyll / Q2557180